# Chiến dịch Battleaxe
Chiến dịch Battleaxe là một chiến dịch quân sự do Lực lượng Sa mạc Tây (Anh) tổ chức trên Mặt trận Bắc Phi trong Chiến tranh thế giới thứ hai, nhằm tống khứ quân Trục khỏi mạn đông Cyrenaica và giải vây cho thành phố Tobruk. Đây là trận phòng thủ quy mô lớn đầu tiên trong lịch sử quân đội Đức Quốc xã. Sau 3 ngày chiến đấu, Quân đoàn Phi châu (Đức) do Trung tướng Erwin Rommel chỉ huy (được phối thuộc một số đơn vị Ý) đã đánh bại cuộc tấn công của quân Anh và tiếp tục vây khốn Tobruk.
Chiến dịch mở màn ngày 15 tháng 6 khi phía Anh tung 3 mũi tiến công vào phòng tuyến quân Đức-Ý trên bên ải Ai Cập - Lybia. Quân Trục bị bức rút khỏi Capuzzo, song đập tan các đợt tấn kích của quân Anh vào đèo Halfaya trên hướng đông và dãy Hafid trên hướng tây. Nhờ khai thác tối đa hiệu quả của pháo binh chống tăng và phòng không, họ đã loại được quá nửa số xe tăng Anh khỏi vòng chiến. Hôm sau, trong khi bộ binh Đức-Ý tiếp tục giữ vững đèo Halfaya, thiết giáp Đức phản công đánh bật quân Anh trên mạn tây nhưng bị đẩy lùi tại Capuzzo. Trước sự vây đánh của các thành phần thuộc 2 sư đoàn thiết giáp Đức, quân Anh cuối cùng phải tháo chạy qua biên giới Ai Cập vào ngày 17 tháng 6. Sự phá sản của Chiến dịch Battleaxe đã thúc đẩy chính quyền Anh cách chức Đại tướng Tổng tư lệnh Trung Đông Archibald Wavell và thay ông bằng Đại tướng Claude Achinleck. Đồng thời, chiến thắng này khẳng định danh tiếng của Rommel như một lãnh đạo quân sự kiệt xuất trong mắt 2 bên tham chiến.

## Bối cảnh

### Chiến dịch đầu tiên của Quân đoàn Phi châu
Sau khi Tập đoàn quân số 10 (Ý) bị Lực lượng Sa mạc Tây của Anh đánh thảm bại trong Chiến dịch Compass trên chiến trường Bắc Phi, Bộ Tư lệnh Tối cao Đức phái Trung tướng Erwin Rommel đem Binh đoàn Phi châu đến tiếp sức quân Ý. Vừa đặt chân lên Tripoli (Libya) ngày 12 tháng 2 năm 1941, Rommel lập tức tấn công tiền tuyến của Anh ở El Agheila rạng sáng ngày 24 tháng 3. Quân Anh chống cự yếu ớt rồi bỏ chạy về Mersa el Brega, cách El Agheila 32 km. Thừa thắng, Rommel dùng Sư đoàn Khinh chiến số 5 đánh chiếm Mersa el Brega ngay trong sáng 31 tháng 3. Brega thất thủ, Rommel tung một bộ phận của Sư Khinh chiến 5 đánh tràn qua sa mạc, trong khi phần lớn sư đoàn hiệp lực cùng Sư Ariete (Ý) tấn công Mus, còn Tiểu đoàn Trinh sát 3 đánh lấy Benghazi ngày 1 tháng 4. Quân Trục cũng tiêu diệt đồn binh Anh tại Mechili ngày 6 tháng 4, rồi áp sát thành phố cảng Tobruk 5 ngày sau đó. Tiểu đoàn Trinh sát 3 đánh được đến tận Sollum (Ai Cập), song các đợt tấn công của đại quân Trục vào Tobruk đều bị bẻ gãy. Sự đứng vững của Tobruk đã uy hiếp đường tiếp tế của Rommel và buộc ông phải dừng quân tại Sollum.
Nghe Đại tướng Archibald Wavell - tổng tư lệnh quân Anh tại Trung Đông thưa rằng quân Trục đang đuối sức, Thủ tướng Winston Churchill cử Đoàn tàu WS 58 (mật danh Tiger) chở xe tăng và máy bay Hawker Hurricanes tới tiếp viện cho Lực lượng Sa mạc Tây giành lại thế thượng phong. Thay vì đi vòng qua mũi Hảo Vọng – nơi không có sự hiện diện của không và hải quân Đức-Ý, Đoàn tàu Tiger được lệnh băng qua Địa Trung Hải đặng tiết kiệm 40 ngày đường.

### Chiến dịch Brevity

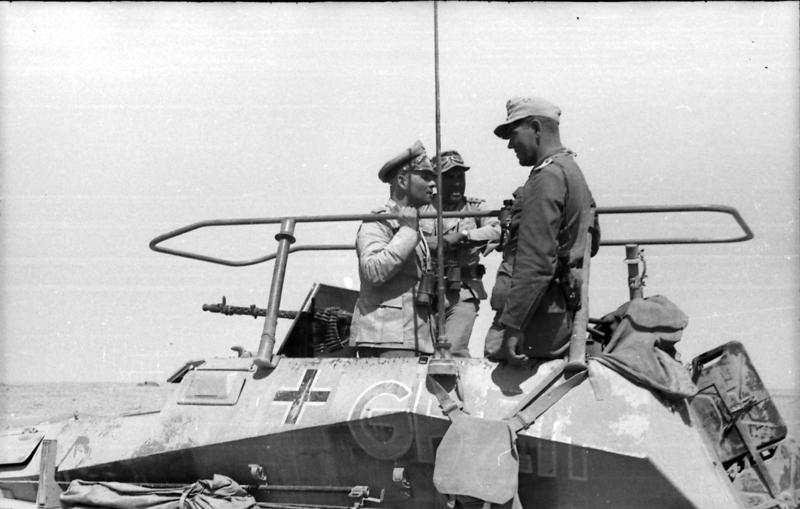
Erwin Rommel trên chiếc háp-trắc chỉ huy SdKfz.250/3 của ông.

Cuối tháng 4 - đầu tháng 5 năm 1941, Đại tướng Franz Halder - Tổng tham mưu trưởng quân đội Đức cử Phó Tổng tham mưu trưởng Friedrich Paulus đi thị sát mặt trận Bắc Phi. Sau khi chứng kiến quân Úc bẻ gãy một cuộc tấn công vào Tobruk, ngày 12 tháng 5, Paulus trình lên Bộ Tư lệnh Tối cao một bản báo cáo mang màu sắc bi quan về sự thiếu hụt xăng dầu và đạn dược của Binh đoàn Phi châu. Do Đức đang chuẩn bị tấn công Liên Xô, Bộ Tư lệnh Tối cao không thể tăng quân vào Phi châu, Thống chế Tổng tư lệnh Walther von Brauchitsch đành hạ lệnh cho Rommel chuyển hẳn sang thế phòng ngự.
Nhờ có máy giải mã Ultra, người Anh đã biết được nội dung báo cáo của Paulus. Tin rằng một đòn phản kích mạnh sẽ tống tiễn quân Đức và Ý khỏi Bắc Phi, Churchill hối thúc Wavell phát động tấn công. Wavell nhanh chóng lên kế hoạch mở Chiến dịch Brevity đánh chiếm Sollum, đèo Halfaya và pháo đài Capuzzo, sau đó đánh tới Sidi Aziez và uy hiếp Tobruk. Mục tiêu của chiến dịch này là tiêu hao một bộ phận sinh lực địch và lập bàn đạp cho Chiến dịch Battleaxe quy mô lớn hơn (sẽ mở màn vào đầu tháng 6, khi quân Anh nhận được tiếp viện từ Đoàn tàu Tiger). Ngày 15 tháng 5, Chiến dịch Brevity mở màn, các cánh quân Anh lần lượt đánh chiếm đèo Halfaya và thành Capuzzo. Hôm sau, Rommel xua quân phản kích vào thành Capuzzo, gây cho quân Anh nhiều tổn thất. Lo sợ Lữ đoàn Vệ binh số 22 (Sư đoàn Ấn Độ số 4) bị xe tăng Đức tiêu diệt trên địa hình trống trải, Chuẩn tướng William Gott - tư lệnh tiền phương Lực lượng Sa mạc Tây - phải rút toàn bộ lực lượng về chốt giữ đèo Halfaya. Đèo này là mục tiêu duy nhất mà quân Anh đạt được vào thời điểm chiến dịch bị hủy bỏ ngày 17 tháng 5. 10 ngày sau đó, Rommel dùng một lực lượng nhỏ phản công giành lại đèo Halfaya trong Chiến dịch Skorpion.

### Sự thất thủ của Crete
Cuối tháng 5 năm 1941, Đức thôn tính toàn bộ đảo Crete ngoài khơi Hy Lạp. Đảo này trở thành một bàn đạp mới cho không quân Đức quấy nhiễu tàu thuyền Đồng Minh, đồng thời yểm trợ các đoàn tàu tiếp vận và binh lính phe Trục tại Cyrenaica. Rommel phán đoán rằng sự thất thủ của Crete sẽ thúc đẩy quân Anh mở một cuộc tấn công mới ở Bắc Phi hòng cứu vãn địa vị chiến lược của Anh trên mạn đông Địa Trung Hải. Quả thật, Bộ Tổng tham mưu Anh nhận định phải giành ngay quyền kiểm soát khu vực Sollum - Derna và tái lập uy thế của không quân Anh trong khu vực. Bằng không, việc trì hoãn tấn công sẽ "tiếp tay" cho quân Trục phát triển thực lực của mình.

## Chuẩn bị của hai phe

### Đoàn tàu Tiger
Ngày 12 tháng 5 năm 1941, Đoàn tàu tiếp vận Tiger cập bến Alexandria, mang theo 238 xe tăng và 43 máy bay Hurricane. Số thiết giáp này bao gồm 21 xe tăng hạng nhẹ Mk VI, 82 xe tăng hành trình (trong đó có 40 chiếc Crusader mới sản xuất) và 135 xe tăng bộ binh. Do các xe tăng đó phải được tháo rời và sửa đổi cho thích ứng với môi trường sa mạc, Chiến dịch Battleaxe bị trì hoãn tới ngày 10 tháng 6. Người Anh dự định đem hết 238 xe tăng này chi viện cho Sư đoàn Thiết giáp số 7, vì đơn vị ấy bị thiếu hụt thiết giáp trầm trọng sau Chiến dịch Compass.

### Kế hoạch của quân Anh

Địa bàn của Chiến dịch Battleaxe trên biên ải Ai Cập-Libya.

Ngày 28 tháng 5 năm 1941, Wavell hạ lệnh chuẩn bị Chiến dịch Battleaxe gồm 3 đợt tấn công. Đợt 1 là thu hồi khu vực Halfaya, Sollum, Capuzzo và đánh bại quân thiết giáp Đức-Ý quanh Sidi Aziezo. Sang đợt 2 và 3, Quân đoàn XIII (Anh) sẽ đánh chiếm khu vực quanh Tobruk và El Adem, rồi quét sạch quân Trục khỏi Derna và Mechili. Wavell tin rằng các hoạt động này sẽ biến Mechili thành bàn đạp cho quân Anh tiến sâu vào Cyrenaica, đồng thời đánh bại mọi cuộc phản kích của địch. Ý tưởng này được dựa trên một thông tin tình báo sai lệch rằng quân Đức-Ý đang tập trung 2/3 thiết giáp ở Tobruk, tạo ưu thế áp đảo về tài lực cho quân Anh trên biên giới. Quân Anh ban đầu dự tính khởi binh ngày 7 tháng 6, nhưng phải hoãn đến ngày 10 theo yêu cầu của lãnh đạo Sư đoàn Thiết giáp số 7, vì sư đoàn chỉ nhận được xe tăng mới vào ngày 9. Sau cùng, họ quyết định nổ súng ngày 15 tháng 6 để Sư Thiết giáp số 7 có thêm 5 ngày luyện quân.
Để thực hiện giai đoạn đầu của chiến dịch, Wavell chia quân làm 3 mũi tiến công biên giới Ai Cập-Libya. Cánh quân thứ nhất từ ven biển đánh lấy đèo Halfaya. Cánh quân thứ 2 quất từ hướng đông sang chiếm pháo thành Capuzzo, Musaid và Sollum. Cánh thứ 3 là Lữ đoàn Thiết giáp số 7 và pháo binh Đoàn Trợ chiến 7 (đều thuộc Sư đoàn Thiết giáp 7) đánh diệt chủ lực thiết giáp địch được tin là đang tập trung trên dãy Hafid. Từ đây, quân Anh sẽ tạo thế hợp vây các đơn vị Đức-Ý trên biên ải. Chiếm xong biên giới, các lữ đoàn của Sư đoàn Thiết giáp số 7 sẽ chỉnh đốn đội hình và xông lên mạn bắc giải vây Tobruk. Sau khi hội quân với đồn binh Tobruk, xe tăng Anh sẽ ào sang hướng tây đuổi quân Trục càng xa càng tốt. Quyền chỉ huy lục quân Anh trong Chiến dịch Battleaxe được trao cho Trung tướng Noel Beresford-Peirse - Tư lệnh Quân đoàn XIII. Trung tướng Không quân Arthur Tedder, Tư lệnh Không quân Anh ở Trung Đông và Bắc Phi (còn gọi là "Không lực Sa mạc") cộng tác chặt chẽ với Wavell và Beresford-Peirse để yểm trợ tối đa từ trên không cho chiến dịch. Tedder được Bộ Tổng tham mưu cho phép huy động hết mọi chiến đấu cơ và oanh tạc cơ từ các nơi khác trên mạn đông Địa Trung Hải về Ai Cập nếu cần thiết. Beresford-Peirse và Tedder lần lượt lập sở chỉ huy ở Sidi Barrani và Maaten Baggush, cả hai địa điểm đều cách xa mặt trận. Để dãn mỏng lực lượng địch trên biên giới, Không lực Sa mạc tổ chức ném bom Benghazi và đánh phá, quấy nhiễu các đoàn xe địch phía đông thị trấn 3 ngày trước khi chiến dịch bùng nổ.
Lực lượng Anh tham gia Chiến dịch Battleaxe bao gồm 25.000 quân cùng khoảng 190 xe tăng (trong đó có 100 xe tăng hành trình) thuộc các thành phần của Sư đoàn Ấn Độ 4 và Sư đoàn Thiết giáp 7. Họ được 98 chiến đấu cơ và 105 oanh tạc cơ Không lực Sa mạc yểm trợ từ trên không.

### Quân Trục phòng bị

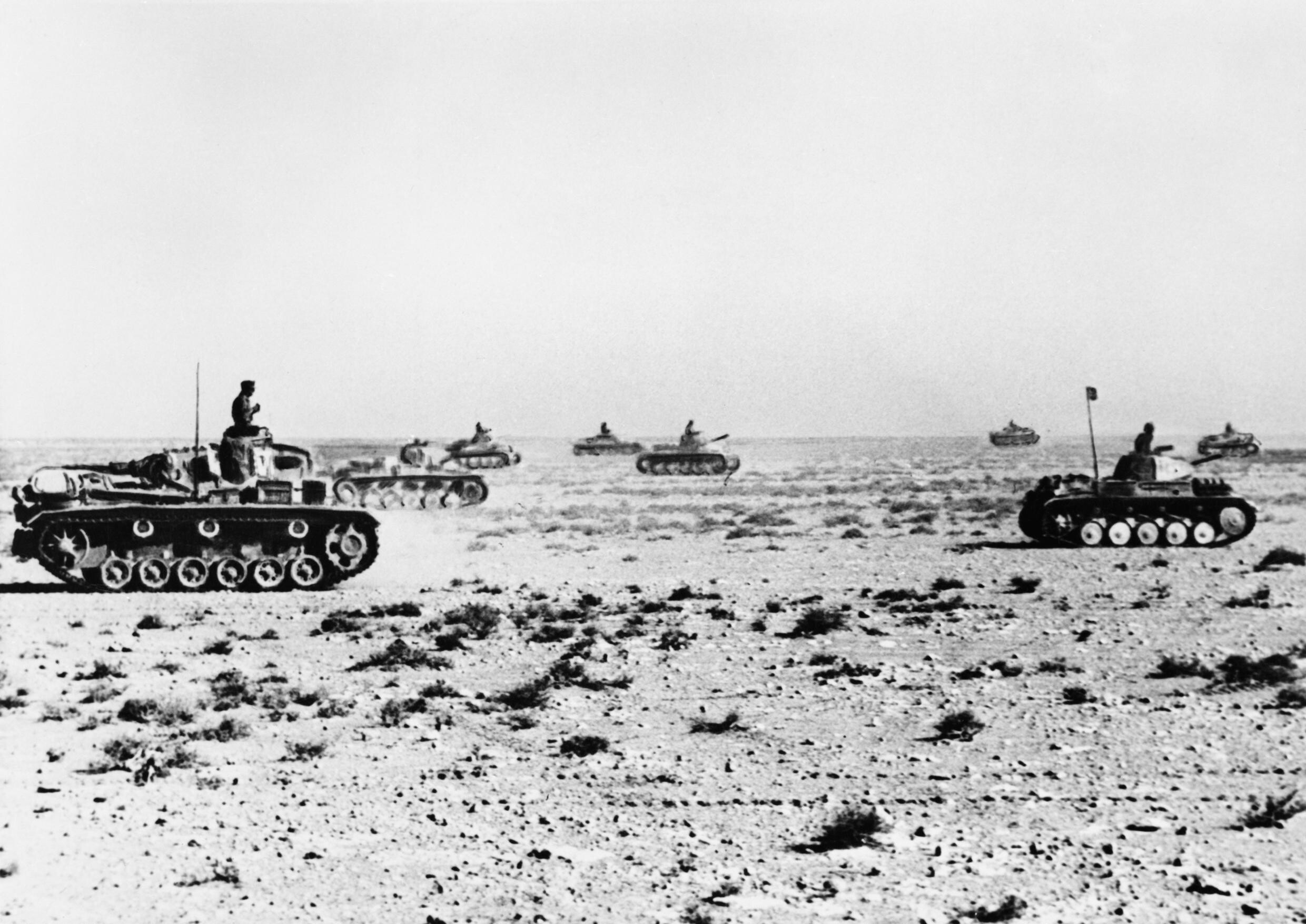
Xe tăng Đức hành tiến trên sa mạc không lâu trước trận Sollum.

Dù Chiến dịch Brevity bị đánh bại, nó đã cho Rommel thấy rằng tiền tuyến của ông khá dễ bị xuyên thủng. Tiên liệu rằng quân Anh sẽ tiếp tục tấn công, quân đội phe Trục lập hàng loạt chốt phòng thủ cứng rắn từ Halfaya tới Sidi Azeiz. Họ bố trí rất nhiều pháo chống tăng và mìn chống tăng trên đèo Halfaya, Cứ điểm 206 (phía nam Pháo đài Capuzzo) và Cứ điểm 208 (trên dãy Hafid phía tây Pháo đài Capuzzo). Nhiệm vụ bố phòng biên giới chủ yếu được giao cho Sư đoàn Thiết giáp số 15 do Thiếu tướng Walter Neumann-Silkow chỉ huy, ông này nhậm chức ngày 8 tháng 6 năm 1941. An ninh truyền tin lỏng lẻo trong Sư đoàn Thiết giáp số 7 (Anh) đã giúp Rommel cảnh giác và nắm bắt thông tin về cuộc tấn công sắp tới. Ông điều Sư đoàn Khinh chiến số 5 (Chỉ huy: Thiếu tướng Johann von Ravenstein) về hướng nam Tobruk hòng chuẩn bị tấn công khu vực Sollum hoặc Tobruk, đồng thời dùng pháo binh bắn cấp tập vào Tobruk ngay trong đêm ngày 14 tháng 6 đặng ghim chặt đồn binh trong pháo đài. Bên cạnh đó:
Chẳng may thay, các kho xăng dầu của quân ta đều khánh kiệt, và chúng tôi chờ bọn Anh tấn công trong tâm trạng có phần lo âu, vì chúng tôi đều hiểu rằng các nước đi của quân ta sẽ phụ thuộc vào chỉ số nhiên liệu hơn là vào các yêu cầu chiến thuật.— Rommel
Lực lượng phe Trục trong Chiến dịch Battleaxe gồm 13.200 quân cùng 196 xe tăng thuộc các thành phần của Sư đoàn Khinh chiến 5, Sư đoàn Thiết giáp 15 (Đức) và Sư đoàn Trento (Ý). Họ được sự yểm trợ từ trên không của 214 máy bay Đức-Ý, trong đó có 130 chiến đấu cơ và 84 oanh tạc cơ.

## Diễn biến

### Ngày 15 tháng 6
Đối với Không quân Anh, mọi việc diễn tiến rất suôn sẻ trong ngày đầu Chiến dịch Battleaxe. Các đoàn xe tiếp tế và sân bay địch đã bị bắn phá liên tục trước ngày tấn công; và nhờ có sự yểm trợ chặt chẽ từ trên không, các đội hình thiết giáp Anh đã di chuyển an toàn từ các khởi điểm tại Sofafi và Buq-Buq vào vị trí triển khai chiến đấu. Hoạt động của Không quân Anh hiệu quả đến mức Không quân Đức chỉ thực hiện được 6 cuộc tập kích trong ngày hôm đó. Đây là một trong những nguyên nhân khiến Rommel hay ca thán với cấp trên rằng không quân và lục quân phe Trục trên chiến trường Bắc Phi phối hợp rất tệ, không quân chỉ lao đầu vào đánh phá các mục tiêu của riêng mình chứ chẳng đếm xỉa tới nhu cầu của lục quân. Lúc 05:15, trên mạn đông trận địa, cánh quân ven biển dưới sự chỉ huy của Chuẩn tướng Reginald Savory khởi hành tiến đánh đèo Halfaya. Savory chia quân làm 2 đạo, đạo phía đông (gồm Tiểu đoàn 1 Trung đoàn Bộ binh số 6 Rajputana, Tiểu đoàn 2 Trung đoàn Bộ binh nhẹ số 5 Mahratta, 2 phân đội của Liên đội A Trung đoàn Tăng Hoàng gia số 4, và một số cỗ pháo 25 pao) tấn công phần thấp hơn của đèo, đạo phía tây là Đoàn Halfaya - gồm Tiểu đoàn 2 Trung đoàn Sơn cước Cameron của Hoàng hậu, 13 xe tăng (12 chiếc Matilda và 1 chiếc tăng hạng nhẹ) của Liên đội C Trung đoàn Tăng Hoàng gia số 4 (chính là đơn vị đã chiếm lĩnh Halfaya trong Chiến dịch Brevity) và 1 khẩu đội pháo Trung đoàn Dã chiến số 31 - đánh điểm cao nhất đèo.

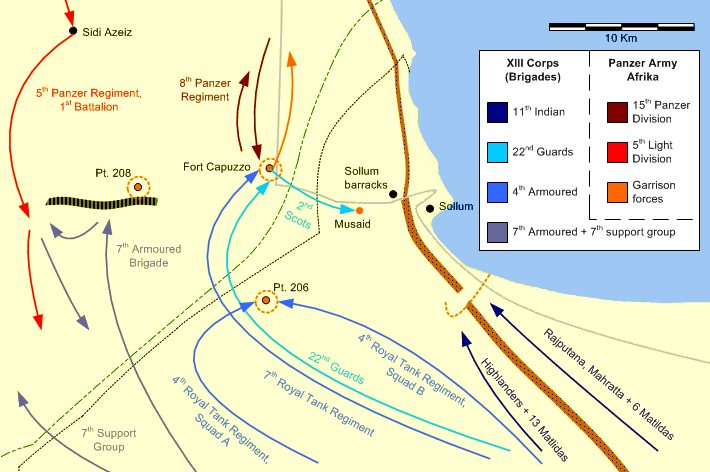
Ngày đầu Chiến dịch Battleaxe

Khoảng 05:45, đạo quân hướng đông nổ súng tấn công phòng tuyến địch. 15 phút sau, Đoàn Halfaya xua xe tăng Liên đội C tràn lên chiếm đỉnh đèo Halfaya. Pháo chống tăng Đức-Ý khai hỏa bắn phá ác liệt vào đội hình thiết giáp địch. Chỉ trong vòng vài tiếng đồng hồ, Liên đội C mất gần hết xe tăng, trừ 1 chiếc tăng hạng nhẹ và 1 chiếc Matilda. Trung đoàn Sơn cước Cameron ban đầu gặp ít nhiều thuận lợi, cũng sau cùng cũng bị bộ binh cơ giới và thiết vận xa Đức đánh bật về điểm xuất kích. Tình hình đạo quân phía đông cũng chẳng mấy tốt đẹtr. Hỏa lực súng máy dày đặc và chính xác của bộ binh Đức, kết hợp với những trận bão lửa của pháo binh Ý, đã đập tan mọi đợt xung phong của 2 tiểu đoàn Ấn Độ trên hướng này. Tiểu đoàn trưởng Tiểu đoàn Bộ binh Rajputana tử trận trong đợt tấn công cuối cùng của lính Ấn. Chưa hết, 4 chiếc Matilda thuộc Liên đội A bị hỏng do sập bẫy vào những bãi mìn chống tăng mà họ tưởng là đã bị tiêu hủy. Các ụ mìn cũng ấy khoát chặt đường tiến của 2 xe tăng còn lại.

#### Pháo đài Capuzzo
Tại trung tâm mặt trận, phía Anh dùng Trung đoàn Tăng Hoàng gia số 7 (Lữ đoàn Thiết giáp số 4) tấn công pháo thành Capuzzo, khu vực mà Rommel quan ngại nhất. Sau 6 tiếng đánh nhau dữ dội, quân Trục thất trận, phải chạy lên mạn bắc và hợp lực với Sư đoàn Thiết giáp số 15 (Đức) nằm giữa họ với Bardia. Rommel lập tức mang Tiểu đoàn I Trung đoàn Thiết giáp số 8 (Sư đoàn Thiết giáp số 15) phản công vào đội hình địch. Bên Anh tung Lữ đoàn Vệ binh số 22 tới giúp Trung đoàn Tăng Hoàng gia số 7 đánh bại các đợt phản kích của địch. Đến chiều tối, đợt phản công cuối cùng và cũng là mạnh nhất của Đức (bùng phát lúc 18:30) đã bị đẩy lui. Nhưng trên thực tế, quy mô của các đòn tấn công này chỉ là vừa và nhỏ. Chừng nào Rommel còn chưa cập nhật đầy đủ về cục diện trận đánh, ông nhất quyết không cho Sư Thiết giáp 15 tổ chức đánh lớn. Trong các trận phản kích nêu trên, Trung đoàn Thiết giáp 8 dùng chiến thuật vừa đánh, vừa rút, dụ xe tăng Maltida truy kích thẳng vào trận địa pháo chống tăng được che kín của Đức. Bằng cách này, Rommel làm tiêu hao bớt xe tăng Maltida - vốn được xem là "khắc tinh" của xe tăng hạng trung Đức - và gây quân thiết giáp Anh phân tâm trong lúc Sư Khinh chiến 5 (Đức) hành tiến từ Tobruk sang Sidi Azeiz đặng chuẩn bị hiệp đồng với Sư Thiết giáp 15 triển khai đánh lớn.
Ngoại trừ các đơn vị được phối thuộc vào cánh quân ven biển, Trung đoàn Tăng Hoàng gia số 4 (Lữ đoàn Thiết giáp 4) đã được dùng làm trắc vệ của Trung đoàn Tăng Hoàng gia số 7. Trung đoàn Tăng Hoàng gia 4 giữ Liên đội B làm dự bị và tung 3 phân đội còn lại (12 xe tăng) thuộc Liên đội A đánh Cứ điểm 38 của địch. Quân Anh quét sạch quân Trục khỏi Cứ điểm 38, bắt sống 200 địch và thu 8 đại bác mà không chịu tổn thất gì. Số chiến lợi phẩm này đã bị thu hồi khi quân Đức đầy lui Liên đội A trước Cứ điểm 206 và phản kích đánh vào Cứ điểm 38. 3 phân đội Anh bị thiệt hại nặng nề, đến đêm thì chỉ còn 1 xe tăng. Quân Anh bèn thảy 16 xe tăng của Liên đội B vào cuộc và đoạt được cứ điểm 206. Hơn 500 cán bộ, binh sĩ Đức và Ý đã được thêm vào danh sách tù binh của Anh. Trong buổi tối, 1 tiểu đoàn vệ binh Scotland thuộc Lữ đoàn Vệ binh số 22 (Anh) đánh tiếp sang hướng đông và chiếm thêm 1 tiền đồn địch tại Musaid.

#### Hệ thống đồi Hafid
Trên hướng tây thành Capuzzo có hệ thống đồi Hafid, được cấu thành từ 3 dãy đồi hình sóng cuộn chế ngự toàn cảnh khu vực xung quanh. Địa hình Hafid khá thuận lợi cho quân Trục cố thủ, nhưng việc chiếm được nó sẽ đem lại một bàn đạp mạnh cho quân Đồng Minh ào ra Tobruk. Nhiệm vụ đánh và giữ các dãy đồi này được giao cho Trung đoàn Tăng Hoàng gia 2 và Trung đoàn Tăng Hoàng gia 6 của Lữ đoàn Thiết giáp số 7 (Anh). Lúc 9h sáng, 2 trung đoàn thiết giáp Anh áp sát mục tiêu. Khi tiểu đoàn đi đầu của Trung đoàn Tăng Hoàng gia 2 tràn lên đỉnh dãy đồi thứ nhất, họ lọt ngay vào tầm bắn thẳng của các khẩu pháo phòng tăng Đức được ngụy trang kỹ càng. Do pháo của xe tăng hành trình A9, A10 (Trung đoàn Tăng Hoàng gia 2) và xe tăng Crusader (Trung đoàn Tăng Hoàng gia 6) không có đạn cao năng, thiết giáp Anh không tài nào bắn trả hỏa lực phòng không Đức. Đúng ra trong tình huống ấy Lữ Thiết giáp 7 có thể gọi pháo binh yểm trợ, nhưng lực lượng này lại không thể đến ngay vì đang được phối thuộc trong đội hình Đoàn Trợ chiến trên hướng tây nam. Thành thử, tiểu đoàn tiên phong của Trung đoàn Tăng Hoàng gia 2 phải tháo chạy và bỏ lại xác 2 xe tăng hành trình A9 trên chiến địa. Lữ Thiết giáp 7 bèn đổi chiến thuật sang đánh bọc hai bên sườn địch trong lúc đợi pháo binh đến tác xạ. Chiến thuật này thoạt tiên đạt được hiệu quả lớn, khi nhiều tổ pháo thủ chống tăng Đức bị đánh úp và diệt gọn. Cuộc tấn công chỉ bị chặn lại khi quân Đức triển khai pháo phòng không 88 ly cày phá 2 trung đoàn thiết giáp Anh.

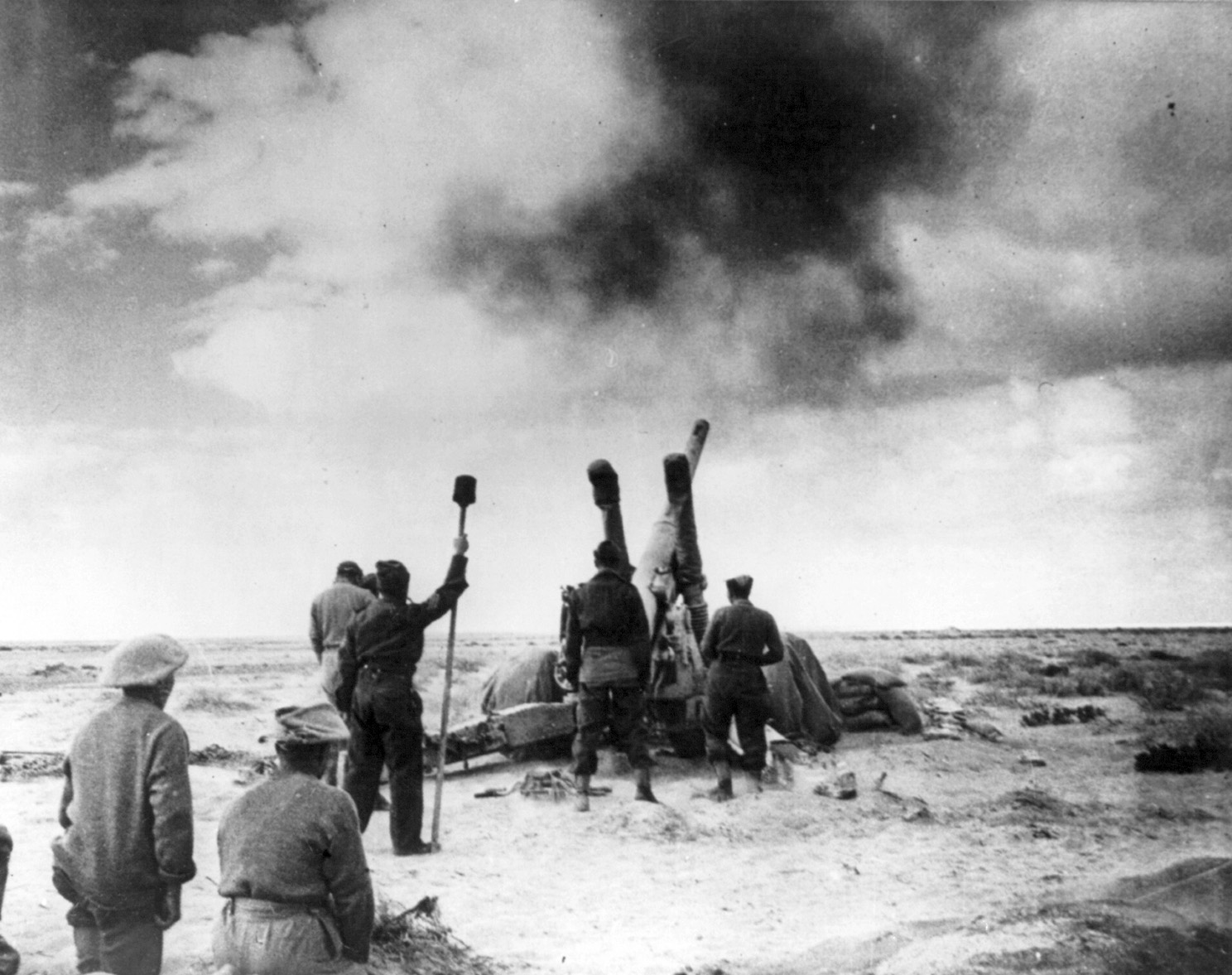
Pháo binh Anh ở Libya (1941)

Chẳng bấy lâu sau, không quân trinh sát Anh thông báo xe tăng Đức đang di chuyển về trận địa. Nghe vậy, Tư lệnh Quân đoàn XIII ra lệnh cho Lữ Thiết giáp 7 chiếm nhanh khu vực Hafid, hòng dựa vào địa hình thuận lợi của nơi đây mà chặn đánh thiết giáp địch. Lúc 17:30, các đài quan sát tiền phương của Anh đưa tin "bọn địch" đang rút chạy khỏi Hafid. Chớp lấy thời cơ có một không hai, Tư lệnh Anh xua Liên đội B Trung đoàn Tăng Hoàng gia 6 xông lên chiếm hệ thống đồi. Sau khi tràn lên dãy đồi thứ nhất, lính tăng Anh nhìn thấy bộ đội pháo phòng tăng Đức đang triệt thoái qua dãy đồi thứ hai. Quân Anh liền hăm hở rượt theo, nhưng vừa chiếm xong đỉnh dãy đồi thứ hai, họ lại sập một cái bẫy khác của Rommel: ông đã giả vờ rút quân để dụ Sư đoàn Thiết giáp 7 (Anh) truy kích vào một trận địa pháo chống tăng thứ hai của ông. Chỉ trong vòng 11 phút, quân Đức đã phá hủy hoặc bắn hỏng gần 1/4 số xe tăng còn lại của Sư Thiết giáp 7. Nhưng bộ binh và phòng không quân Trục cố thủ Hafid cũng thiệt hại rất nhiều lính và súng pháo. Không lâu sau đó, hơn 30 xe tăng Đức thuộc 1 tiểu đoàn của Trung đoàn Thiết giáp 5 Sư đoàn Khinh chiến 5 tiếp cận trận địa từ hướng tây. Do trời đang nhá nhem tối nên 2 đoàn quân thiết giáp không xông vào giáp chiến, chỉ bắn nhau ở tầm xa cho đến khi Sư đoàn Thiết giáp 7 (Anh) rút bỏ dãy Hafid.
Kết thúc ngày đầu tiên của chiến dịch, quân Anh đã lấy được thành Capuzzo nhưng đèo Halfaya và dãy Hafid vẫn nằm trong tay quân Đức. Lực lượng thiết giáp Anh bị tổn hao rất nhiều. Trong đội hình Lữ đoàn Thiết giáp 7, Trung đoàn Tăng Hoàng gia 2 chỉ còn có 28 xe tăng và Trung đoàn Tăng Hoàng gia 6 mất 30 trên 50 chiếc Crusader của mình. Mặc dù nhiều xe tăng bị bắn hỏng vẫn có thể được phục chế, việc Lữ Thiết giáp 7 thua chạy khỏi dãy Hafid đã đặt chúng vào tay các đội khôi phục xe tăng của Đức. Lữ đoàn Thiết giáp 4 (Anh) đầu trận có 100 chiếc Matilda, nhưng chỉ sau một ngày giao chiến đã mất 63 chiếc (dù 11 chiếc trong số đó được phục chế vào buổi sáng hôm sau). Bên Trục chịu tổn thất không đáng kể về xe tăng, nhưng các đơn vị bộ binh, pháo binh và phòng không trấn thủ hệ thống đồi Hafid, Cứ điểm 206 và thành Capuzzo thiệt hại khá nặng. Theo kế hoạch cho ngày 16 tháng 6 của Beresford-Peirse, Lữ đoàn Bộ binh Ấn Độ số 11 sẽ tiếp tục tiến công đèo Halfaya, trong lúc Lữ Vệ binh 22 củng cố vị trí của mình và Lữ Thiết giáp 4 tiếp viện cho Lữ Thiết giáp 7 đánh áp đảo Sư đoàn Khinh chiến 5 (Đức).
Các trận đánh ngày 15 tháng 6 là thành công lớn của Rommel. Bằng chiến thuật nhử xe tăng Anh vào tầm pháo phòng không và pháo chống tăng Đức, "Cáo Sa mạc" vừa tiêu hao một bộ phận lớn sinh lực thiết giáp Anh, vừa tránh xảy ra một trận đấu tăng trong khi ông chưa tập trung đủ 2 sư đoàn thiết giáp của mình. Nhờ hoạt động hiệu quả của quân báo, Bộ Tư lệnh Binh đoàn Phi châu đã nắm vững tình hình ưu, nhược điểm của quân Anh sau cuộc chiến ngày 15, và biết rõ dự định cho ngày hôm sau của Beresford-Peirse. Rommel khá quan ngại cho đội quân trấn giữ đèo Halfaya, bởi họ đang bị kẹt giữa Lữ đoàn Vệ binh 22 với Lữ đoàn Bộ binh Ấn Độ 11, và thiếu hụt tiếp tế lương thực. Do đó, ông lên kế hoạch tung Sư đoàn Khinh chiến 5 (vốn đã đến sát Sidi Azeiz giữa đêm ngày 15) thọc xuống Sidi Omar trên hướng nam, rồi rẽ sang Sidi Suleiman bên mạn đông, sau đó quẹo lên phía đông bắc đặng bọc hậu Lữ đoàn Bộ Binh 11 ở đèo Halfaya vào ngày 16. Đồng thời, ông phát lệnh cho Sư đoàn Thiết giáp 15 phản kích vào thành Capuzzo hòng ngăn chặn Lữ đoàn Thiết giáp 4 (Anh) chi viện xe tăng Matilda cho Lữ đoàn Thiết giáp 7. Biết quân Anh định tiếp tục tấn công sau khi bình minh lên, Rommel yêu cầu Neumann-Silkow khởi binh ngay từ tờ mờ sáng.

### Ngày 16 tháng 6
Sang ngày 16 tháng 6, Cánh quân Ven biển của Anh dùng Lữ đoàn Bộ binh Ấn Độ 11 đánh tiếp vào đèo Halfaya. Dù thiếu hụt quân số, lương thảo và bị vây kín không còn đường thoát, quân phòng thủ Halfaya vẫn đẩy lùi mọi đợt tấn công của đối phương. Beresford-Peirse hạ lệnh cho Thiếu tướng Franz Messervy - Sư trưởng Sư đoàn Ấn Độ 4 - tăng viện một bộ phận Lữ Thiết giáp 4 cho hướng Halfaya, nhưng Messervy bỏ ngoài tai. Ông quyết định chỉ tiếp viện xe tăng Matilda cho cánh quân ven biển khi nào cánh này đục được một lỗ thủng trong phòng tuyến địch.

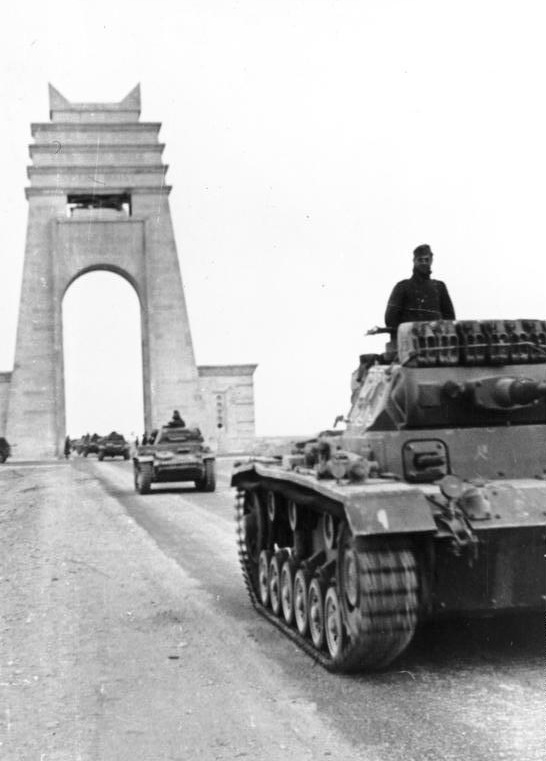
Một chiếc Panzer III trên chiến trường Libya

Lúc 4:00 sáng, 80 xe tăng thuộc Sư đoàn Thiết giáp 15 (Đức) triển khai phản kích vào Capuzzo. Tướng Neumann-Silkow chia quân làm 2 cánh vu hồi bọc đánh quân Anh. Phía Đức nhanh chóng gặp thất lợi, do người Anh đã đem vài khẩu pháo dã chiến 25 pao đến gia cố Capuzzo và xây dựng trận địa phòng thủ rắn chắc từ đêm trước. Được sự yểm trợ đắc lực của hỏa lực pháo binh, Lữ đoàn Thiết giáp 4 (Anh) đã đánh bại Sư đoàn Thiết giáp 15 và bắn cháy, bắn hỏng hơn 2/3 số xe tăng địch sau 6 giờ giao chiến. Dù không thành công, đòn phản kích của Sư Thiết giáp 15 đã buộc Wavell phải chia quân từ cánh ven biển sang tăng cường cho hướng Capuzzo, đồng thời ngăn cản Lữ đoàn Thiết giáp 4 chi viện cho Lữ đoàn Thiết giáp 7 theo kế hoạch. Điều đó có nghĩa là Lữ Thiết giáp 4 sẽ nằm lì ở Capuzzo trong lúc trận chiến quyết định của ngày 16 diễn ra trên cánh tây của họ.
Cũng vào rạng sáng, quân Đức thuộc Sư đoàn Khinh chiến 5 của Ravenstein bắt đầu nam tiến qua rìa tây dãy Hafid. Lữ đoàn Thiết giáp 7 (Anh) rút dần sang hướng đông, đến Sidi Omar thì hội quân với Đoàn Trợ chiến 7. Vừa rút lui, quân Anh vừa dùng xe tăng thực hiện nhiều đợt tập kích vào các đoàn xe vận tải Đức, gây cho địch một số thiệt hại nhất định. Nhưng các cuộc truy kích sau đó của thiết giáp Anh đều đưa họ đến thảm bại: hễ quân Anh đến gần đội hình xe tăng Đức, các chiến xa Panzer IV khai hỏa pháo 75 mm (2,95 in) (có tầm bắn hiệu quả khoảng 2750 m) từ xa tầm bắn 460m của pháo tăng Anh. Bằng cách này, xe tăng Đức không gây hư hại đáng kể cho xe tăng địch, nhưng loại được các khẩu pháo yểm trợ chúng ra khỏi vòng chiến. Khi địch không còn pháo binh hộ tống, đoàn xe Panzer IV và III (có gắn pháo 50 mm (1,97 in)) mới áp sát và bắn cháy xe tăng Anh từ bên ngoài tầm bắn của chúng. Cũng có lúc, xe tăng Đức rút nhanh về phía sau trận địa mai phục của pháo chống tăng, đặng dụ xe tăng Anh truy đuổi vào "cạm bẫy chết chóc" này. Tình hình còn tồi tệ hơn cho Lữ Thiết giáp 7 khi một lượng lớn xe tăng của họ bị trục trặc và hỏng hóc. Đến đêm, cả hai trung đoàn thuộc Lữ Thiết giáp 7 đã chạy dài về tuyến kẽm gai trên biên giới Ai Cập-Libya. Đoàn Trợ chiến 7 còn chạy ra xa hơn nữa. Lúc 19:00, Lữ Thiết giáp 7 lại bị liểng xiểng trước một đòn đánh mạnh bạo của Sư Khinh chiến 5, và cuộc giao tranh này chỉ kết thúc khi trời tối hẳn.
Kết thúc trận đánh ngày 16 tháng 6, quá nửa số xe tăng của Lữ đoàn Thiết giáp số 7 (Anh) đã bị bắn cháy hoặc bắn hỏng. Lữ đoàn Thiết giáp số 4 ở Capuzzo cũng bị hao hụt nặng, chỉ còn lại 17 chiếc Matilda.

### Ngày 17 tháng 6
Sau khi quán sát một số trận đấu giữa Sư Khinh chiến 5 với Lữ Thiết giáp 7, Rommel nhận định thời cơ đã đến để bao vây, chia cắt và tiêu diệt chủ lực quân địch. 16h00 ngày 16 tháng 6, ông phát lệnh cho Neumann-Silkow chỉ dùng một lực lượng mỏng giam chân địch ở Capuzzo và đưa gấp chủ lực Sư Thiết giáp 15 đến yểm hộ sườn phải Sư Khinh chiến 5, trong lúc Ravenstein đang tiến quân tới Sidi Suleiman trên mạn đông. Vào 4h30 sáng hôm sau, 2 sư đoàn thiết giáp Đức bắt đầu xuất quân. Đến 6h00, Sư đoàn Khinh chiến 5 giáp mặt Lữ đoàn Thiết giáp 7 và từng bước đánh lùi đối phương. 2 giờ sau đó, quân Đức chiếm được Sidi Suleiman. Được sự yểm trợ chặt chẽ của pháo binh và pháo chống tăng, Sư đoàn Khinh chiến 5 từ hướng tây-nam cùng Sư đoàn Thiết giáp 15 từ hướng tây-bắc đã khoét sâu vào trận tuyến địch và áp sát đèo Halfaya. Messervy phải ra lệnh cho Sư đoàn Ấn Độ 4 men theo con đường ven biển mà rút chạy. Để đảm bảo an toàn cho bộ binh triệt thoái, Messervy yêu cầu các đội hình xe tăng của 2 Lữ Thiết giáp 4, 7 và Đoàn Trợ chiến 7 hình thành một lá chắn bảo vệ đường rút của Lữ đoàn Bộ binh Ấn Độ 11 và Lữ đoàn Vệ binh 22. Đơn vị đánh chặn vô tuyến của Đức đã bắt được một thông điệp radio do Thiếu tướng Michael Creagh - Tư lệnh Lữ đoàn Thiết giáp 7 - gửi đến Tư lệnh Quân đoàn XIII, trong đó Creagh thỉnh cầu Beresford-Pierse phê chuẩn đề xuất của Messervy. Ý nghĩa của thông điệp ấy được Rommel đánh giá như sau:
| “              | Nó nghe có vẻ như tư lệnh Anh cảm thấy hắn không còn sức tự làm chủ tình hình nữa. Tình hình đã rõ là lũ Anh đang nao núng và không thể làm điều gì trong thời điểm hiện tại. Tôi quyết định đánh đánh rấn tới Halfaya đặng siết chặt lưới vây địch. | ” |
| — Erwin Rommel | |   |

Thừa lệnh cấp trên, 2 sư đoàn thiết giáp Đức tiếp tục đánh rát vào trận địa quân Anh. Được sự yểm hộ đắc lực từ các chiến đấu cơ và oanh tạc cơ hạng trung của Không lực Sa mạc, quân thiết giáp Anh chống trả anh dũng suốt 6 tiếng đồng hồ, nhưng không thể nào lật ngược thế trận. Đến giữa ngày, Sư đoàn Thiết giáp 7 chỉ còn dưới 40 xe tăng, và Wavell - người đã bay đến sở chỉ huy của Beresford-Pierse trong buổi chiều hôm trước - quyết định hủy bỏ Chiến dịch Battleaxe. Ông ta phát lệnh cho toàn bộ quân lực tháo chạy qua biên giới Ai Cập. Trận đấu tăng phía nam đèo Halfaya tiếp diễn đến cuối chiều thì chấm dứt. Quân Đức chỉ tổn thất 25 xe tăng mà bắn cháy, bắn hỏng được trên dưới 100 xe tăng Anh. Tuy chiến thắng nhưng Rommel khá thất vọng vì quân Anh đã thoát khỏi vòng vây của ông. Các sư đoàn Thiết giáp 15 và Khinh chiến 5 đã không đến kịp đèo Halfaya để khóa đường rút của địch như ông ta mong đợi.

## Kết cuộc
Chiến dịch Battleaxe kết thúc với thất bại đắng cay của quân đội Đồng Minh. Có đến 98 xe tăng Anh bị tiêu diệt hoặc bỏ lại trên trận địa sau khi Lực lượng Sa mạc Tây rút lui. Quân Đức còn bắn hư nhiều xe tăng khác trong 3 ngày giao tranh, nhưng số này được quân Anh đem về sửa và tiếp tục tham gia chiến đấu. Thiệt hại về xe tăng của Binh đoàn Phi châu bao gồm 12 chiếc bị bắn cháy và khoảng 58 chiếc bị bắn hỏng. Do quân Trục làm chủ chiến địa, họ thật sự chỉ mất 12 xe tăng, và tất cả những xe bị hư đều được lính cơ khí của Rommel phục hồi, sửa chữa rồi đưa trở lại mặt trận. Binh đoàn Phi châu cũng thu giữ một lượng lớn xe vận tải Anh, đồng thời nhanh chóng sửa chữa nhiều xe tăng bị hư, bị bỏ rơi của Anh và sử dụng chúng trong thời gian tới. Thiệt hại về nhân lực của hai phe trong Chiến dịch Battleaxe là tương đối nhẹ. Quân Đồng Minh chỉ tốn thất 969 người, trong đó 122 thiệt mạng, 588 bị thương, và 259 mất tích. Thương vong của quân Trục bao gồm 978 quân Đức (trong số đó 93 tử trận, 350 bị thương, 235 mất tích) và 592 quân Ý. Ngoài ra, Không quân Anh bị bắn rơi mất 36 máy bay (gồm 33 chiến đấu cơ, 3 oanh tạc cơ) còn Không quân Đức mất 10 phi cơ.
Bất mãn với kết quả Chiến dịch Battleaxe, Thủ tướng Anh Winston Churchill huyền chức tướng Wavell, nhưng không trừng phạt hoặc đuổi ông này về Anh vì sợ dấy lên tranh cãi. Thay vì đó, Churchill cho Wavell hoán chuyển chức vụ với Đại tướng Claude Auchinleck – Tổng tư lệnh quân đội Anh ở Ấn Độ. Tư lệnh Sư Thiết giáp 7 Michael O'Moore Creagh cũng bị sa thải và thay thế bằng tướng William Gott. Không lâu sau đó, vào ngày 4 tháng 10 năm 1941, Beresford-Peirse phải bàn giao chức Tư lệnh Quân đoàn XIII cho Trung tướng Reade Godwin-Austen (nguyên Tư lệnh Sư đoàn 2 Phi châu trong Chiến dịch Đông Phi) và bị thuyên chuyển làm tư lệnh lực lượng chiếm đóng Sudan.